# サム・フランシス
サム・フランシス（Sam Francis, 1923年6月25日 - 1994年11月4日）は、20世紀のアメリカの画家。

## 経歴
彼は、1923年に西海岸カリフォルニア州のサンマテオに生まれた 。母親は1935年に死去している。第二次世界大戦中、飛行訓練中の事故によって入院していた時に絵を描きはじめた。アンフォルメルや抽象表現主義の流れを汲む色彩画家である。
フランシスは1957年、世界旅行中に初めて日本を訪れる。これ以後の彼の作品の、余白を生かした画面構成、「にじみ」の効果を生かした表現方法などには、日本美術の影響が見られる。以後、ニューヨーク、パリのほか、東京にもアトリエを持った。しばしば日本を訪れ、勅使河原蒼風、大江健三郎、大岡信、小山富士夫ら、日本の文化人とも交流があった。出光興産社主であり東洋古美術のコレクターとして知られた出光佐三は、フランシスのコレクターとしても知られ、現在も東京の出光美術館には多くの作品が収蔵される。妻は出光佐三の四女の真子で、2人の間に2児を設けた。。

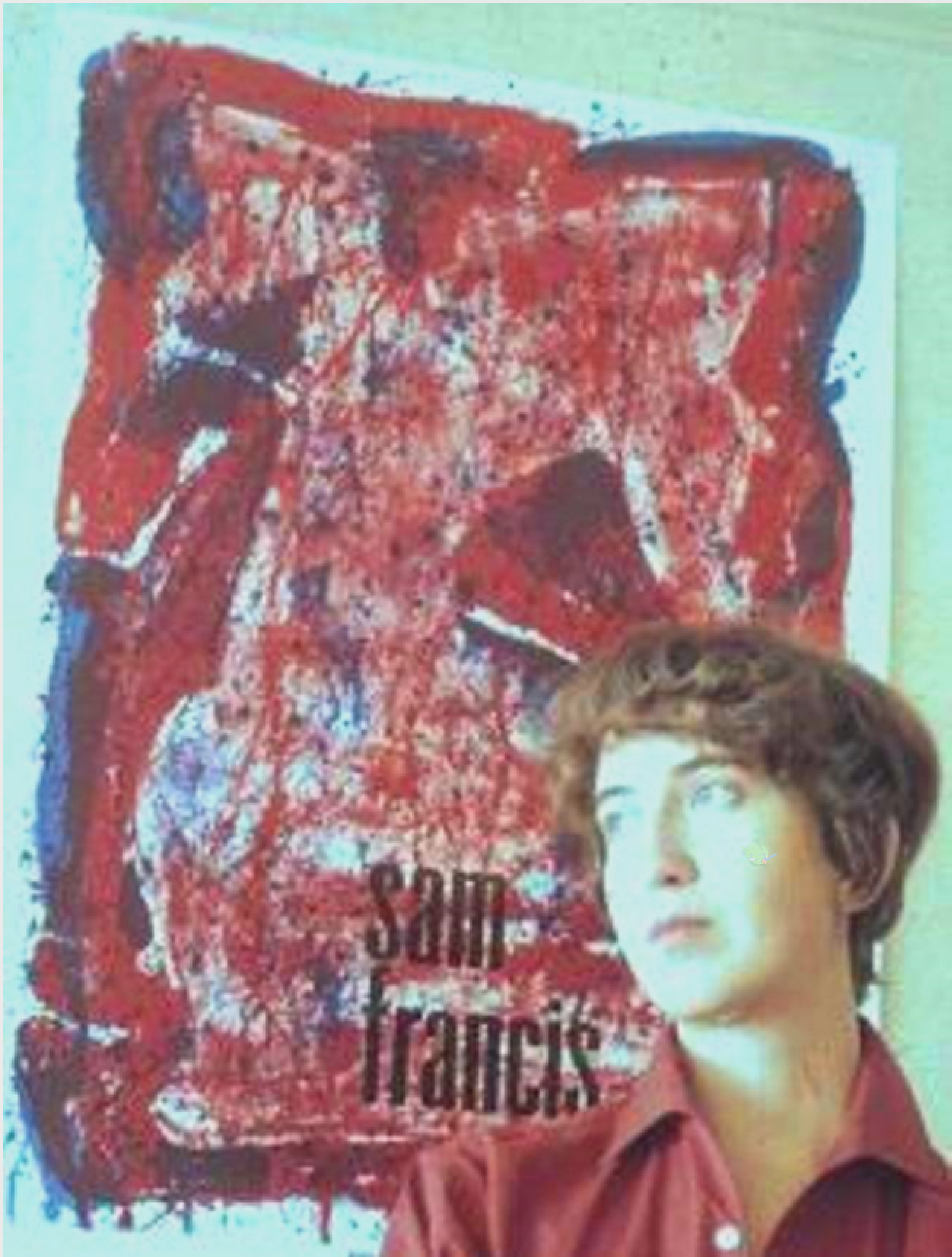
サム・フランシスのポスターの前の美術評論家ベアタ・シドホフ(1960年頃)

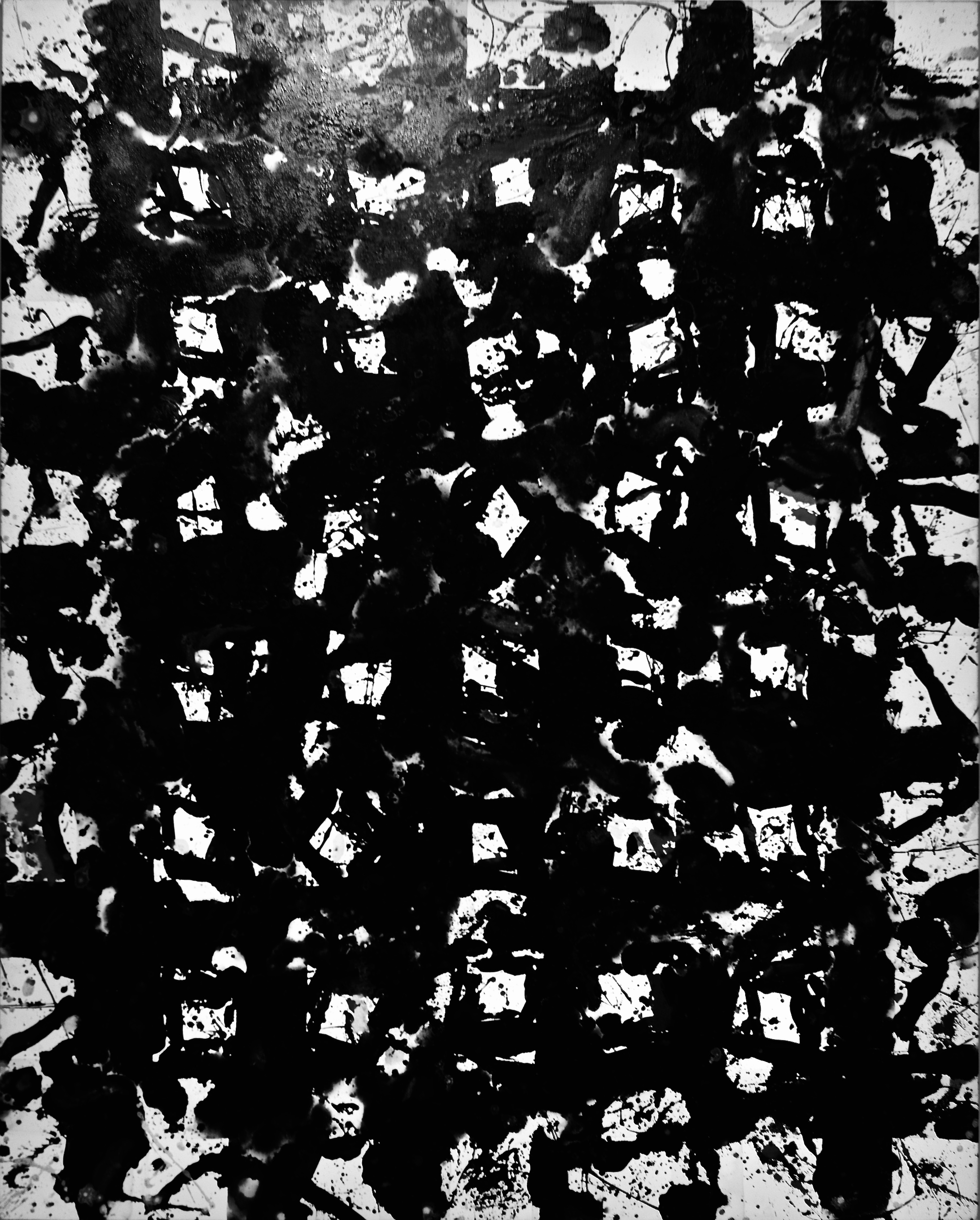
無題（1979）

1994年11月4日にカリフォルニア州サンタモニカで死去した。

## 日本国内の主な作品
- 『サーキュラー・ブルー』（1953）（滋賀県立近代美術館）
- 『メキシコ』（1957）（大原美術館）
- 『消失に向かう地点の青』（1958）（愛知県美術館）